# Pierre Edelman
Pour les articles homonymes, voir Edelman.
Pierre Edelman, né en 1944 est un producteur de cinéma français.
Dans les années 1970, Pierre Edelman travaille dans un atelier du Sentier, à Paris où il est spécialisé dans le jean. Il devient le collaborateur de Colette et Jacques Nivelle, spécialistes du jean délavé. Au milieu des années 1980, il est l'assistant du photographe Jean-Marie Périer à Los Angeles pour la réalisation de films publicitaires. 
Il est ensuite journaliste puis producteur chez Ciby 2000, la société fondée en 1990 par Francis Bouygues, puis chez StudioCanal dans les années 2000. C'est par son entremise que David Lynch, fatigué du système de production américain qui ne lui laisse pas assez de liberté, sera produit en France, d'abord chez Ciby 2000, puis StudioCanal, Edelman l'ayant mis en relation avec Alain Sarde.
Edelman produit David Lynch des années 1990 à 2000, de Twin Peaks: Fire Walk with Me (1992) et Lost Highway (1997) à Mulholland Drive (2001).
Ce dernier film a pu voir le jour et devenir la pièce majeure dans la filmographie du cinéaste grâce à l'intervention de Pierre Edelman. Alors à Studiocanal, il propose à Lynch de transformer l'essai avorté tourné pour ABC en un long métrage. Mulholland Drive sera bientôt classé parmi les meilleurs films des premières années du XXIe siècle.
Avec Ciby 2000 puis StudioCanal, Edelman produit également Pedro Almodóvar avec Talons Aiguilles (1991), La Fleur de mon secret (1995) et Tout sur ma mère (1999), ainsi qu'Emir Kusturica qui obtient en 1995 la Palme d’or au Festival de Cannes pour Underground. 
Dans une fête informelle sur une plage de Cannes après la cérémonie de la Palme d'or, Pierre Edelman défend Carole Bouquet alors qu'une bagarre éclate. 
Kusturica dira de lui : « Moi, je dois beaucoup à des hommes comme Pierre Edelman qui ont tout mis sur la table pour me permettre de faire Underground alors qu'après le scandale d'Arizona Dream, j'étais grillé auprès des assurances ». 

## Vie privée
Il fréquente Béatrice de Cambronne dans les années 1960, est en couple avec Bernadette Lafont au début des années 1970, Helena Kallianiotes à la fin de la même décennie, puis Victoria Abril,,.
Au printemps 2023, il ne donne plus signe de vie. En mars de la même année, sa disparition est signalée au commissariat du 8e arrondissement de Paris par un ami de longue date, le journaliste et essayiste Guillaume Durand.
Au cours d'une enquête, le journal Le Monde retrouve sa trace en mai 2025 dans un Ehpad parisien où il réside après avoir été victime d'un AVC.

## Filmographie
Pierre Edelman a participé à des films en tant qu'acteur, producteur, scénariste,,.

### Acteur
- Mes petites amoureuses (Jean Eustache - 1974)
- Vincent mit l'âne dans un pré (et s'en vint dans l'autre) (Pierre Zucca - 1975)
- Double messieurs (Jean-François Stévenin - 1986)

### Dans son propre rôle
- Things we did last summer (Téléfilm, Gary Weis (en) - 1978)[12]
- Homme de cinéma - Pierre Rissient (Documentaire, Todd McCarthy - 2007)[13]

### Consultant
- Extérieur, nuit (Jacques Bral - 1980)
- Tout sur ma mère (Pedro Almodóvar - 1999)
- Inland Empire (David Lynch - 2006)

### Producteur délégué
- Talons aiguilles (Pedro Almodóvar - 1991)
- ''Memory & Desire'' (en) (Niki Caro - 1998)
- Une histoire vraie (David Lynch - 1999)
- Mulholland Drive (David Lynch - 2001)
- La vie est un miracle (Emir Kusturica - 2004)

### Producteur
- The Wife (Tom Noonan - 1995)
- Speaking of Sex (John McNaughton - 2001)
- All or Nothing (Mike Leigh - 2002)

### Scénariste
- L'accompagnant (en), co-scénariste, (Pavel Giroud - 2015)[14]